# Ponga
Ponga è un comune spagnolo di 701 abitanti situato nella comunità autonoma delle Asturie.